# Piotr Kochlewski
Piotr Kochlewski herbu Prawdzic (ur. ok. 1600 roku – zm. 14 maja 1646 roku) –  sędzia ziemski brzeskolitewski od 1638 roku, wojski brzeskolitewski od 1635 roku, podstarosta wiłkomierski w 1635 roku, podstoli wiłkomierski w latach 1634–1635, sędzia słucki w 1621 roku, starosta kiejdański, pisarz, działacz polityczny, kalwinista.
Poseł na sejm zwyczajny 1635 roku, sejm nadzwyczajny 1635 roku, sejm zwyczajny 1637 roku, sejm 1638 roku, sejm 1639 roku, sejm 1640 roku.